# Азіатська
Азіа́тська (рос. Азиатская) — селище у складі Кушвинського міського округу Свердловської області.
Населення — 859 осіб (2010, 1062 у 2002).
Національний склад станом на 2002 рік: росіяни — 100 %.